# Теліжинецька сільська рада (Тетіївський район)
| Теліжинецька сільська рада — орган місцевого самоврядування у Тетіївському районі Київської області з адміністративним центром у с. Теліжинці. Історична дата утворення: в 1919 році. Сільській раді були підпорядковані населені пункти: - с. Теліжинці |

## Склад ради
Рада складалась з 12 депутатів та голови.

### Керівний склад ради
| ПІБ                     | Основні відомості                                                                | Дата обрання | Дата звільнення |
| ----------------------- | -------------------------------------------------------------------------------- | ------------ | --------------- |
| Майданік Ігор Дмитрович | Сільський голова, 1962 року народження, освіта, член Української Народної Партії | 26.03.2006   | 31.10.2010      |
| Дорошук Ігор Васильович | Сільський голова, 1972 року народження, освіта вища                              | 31.10.2010   |                 |

Примітка: таблиця складена за даними джерела